# Перхлорат таллия(I)
Перхлорат таллия(I) — неорганическое соединение, соль металла таллия и хлорной кислоты с формулой TlClO4, бесцветные кристаллы, хорошо растворимые в воде и слабо растворимы в спирте.

## Получение
- Обменными реакциями:

{\displaystyle {\mathsf {Tl_{2}SO_{4}+Ba(ClO_{4})_{2}\ {\xrightarrow {}}\ 2TlClO_{4}+BaSO_{4}\downarrow }}}

## Физические свойства
Перхлорат таллия(I) образует бесцветные кристаллы ромбической сингонии, пространственная группа P bnm , параметры ячейки a = 0,750 нм, b = 0,942 нм, c = 0,588 нм, Z = 4.
При 266°С переходит в фазу кубической сингонии, пространственная группа F 43m , параметры ячейки a = 0,772 нм, Z = 4.
Хорошо растворим в воде, растворимость резко растёт с температурой.
Слабо растворим в спирте.